# Xanthosoma eggersii
Xanthosoma eggersii är en kallaväxtart som först beskrevs av Adolf Engler, och fick sitt nu gällande namn av Adolf Engler. Xanthosoma eggersii ingår i släktet Xanthosoma och familjen kallaväxter. IUCN kategoriserar arten globalt som starkt hotad.
Artens utbredningsområde är Ecuador. Inga underarter finns listade.